# PRO-LAD
PRO-LAD – organiczny związek chemiczny, psychodeliczna substancja psychoaktywna, analog LSD, od którego różni się obecnością grupy propylowej (N−CH
2−CH
2−CH
3) zamiast metylowej (N−CH
3) przy atomie N7. Zgodnie z TiHKAL, PRO-LAD w działaniu jest bardzo podobne do LSD, jego dawkowanie waha się w przedziale 100–200 μg, a czas działania wynosi 6 do 8 godzin. W badaniach na szczurach stwierdzono, że po podaniu dootrzewnowym siła jego działania jest bardzo zbliżona do LSD (spośród serii przebadanych analogów N7−R najsilniejsze działanie, 2× większe od LSD, wykazała pochodna N7-allilowa, tj. N−CH
2−CH=CH
2).
Można go otrzymać z LSD poprzez wprowadzenie grupy nitrylowej w miejsce metylowej przy atomie N7 za pomocą bromocyjanu (BrCN), a następnie usunięcie jej poprzez redukcję za pomocą cynku w kwasie octowym lub 1,4% HCl w dioksanie. Tak uzyskana amina drugorzędowa może zostać alkilowana do końcowego związku z użyciem jodku propylu lub bromku propylu.